# Tommy Nilsson
Erik Tommy Nilsson (Solna, 11 marzo 1960) è un cantante svedese.
Ha rappresentato la Svezia all'Eurovision Song Contest 1989 con il brano En dag.

## Biografia
Tommy Nilsson ha avviato la sua carriera come cantante del gruppo rock Horizont, con cui ha pubblicato gli album Horizont (1978) e Andra vyer (1979). Nel 1981 e 1982 ha pubblicato due album solisti di scarso successo commerciale, prima di entrare a far parte degli Easy Action, con i quali ha realizzato i dischi Easy Action (1983) e That Makes One (1986).
Dopo lo scioglimento degli Easy Action nel 1986, Tommy Nilsson è tornato a lavorare come solista. Ha trovato il suo primo successo grazie a Allt som jag känner, duetto con Tone Norum, che ha trascorso cinque settimane al primo posto della classifica svedese all'inizio del 1988. Il suo secondo singolo numero uno è arrivato pochi mesi dopo grazie a Maybe We're About to Fall in Love. L'album It!, uscito nel successivo settembre, si è fermato al 3º posto in classifica.
L'anno successivo ha partecipato a Melodifestivalen, il programma di selezione del rappresentante eurovisivo svedese, dove è stato eletto vincitore con il brano En dag. Ha potuto così cantare per il suo paese al'Eurovision Song Contest 1989 a Losanna, dove si è piazzato 4º su 22 partecipanti con 110 punti totalizzati. Il suo singolo eurovisivo ha raggiunto la 3ª posizione della classifica svedese.
Nel corso degli anni '90 Tommy Nilsson ha continuato a trovare successo in madrepatria. Nel 1994 ha pubblicato il suo primo album in lingua svedese, En kvinnas man. Nel 2001 la sua prima raccolta En samling 1981-2001 gli ha regalato il suo miglior piazzamento nella classifica degli album, dove ha raggiunto il 2º posto, oltre a raggiungere la 10ª posizione nella classifica norvegese. È stata certificata disco di platino con oltre 80 000 copie vendute a livello nazionale.
Nel 2007 ha partecipato nuovamente a Melodifestivalen con il brano Jag tror på människan, dove ha conquistato la finale, piazzandosi 10º. Nel 2016 ha preso parte al popolare programma musicale di TV4 Så mycket bättre.

## Discografia

### Album
- 1981 – Tommy Nilsson I
- 1982 – Tommy Nilsson II
- 1988 – It!
- 1990 – Follow the Road...
- 1994 – En kvinnas man
- 1995 – Höga visan (con Lill Lindfors)
- 1996 – Så nära
- 1999 – Fri att vara här
- 2003 – Den underbare trollkarlen från Oz (con Jonas Olsson)
- 2005 – Tiden före nu
- 2010 – I år år julen min
- 2013 – Stay Straight on the Current Road
- 2017 – Sama människa

### Raccolte
- 2001 – En samling 1981-2001
- 2003 – Hits
- 2006 – Det bästa med Tommy Nilsson

### EP
- 2017 – Så mycket bättre - Tolkningarna

### Singoli
- 1981 – No Way No How/In the Mean Meantimes
- 1981 – Radio Me
- 1981 – Street Law
- 1982 – Dark Angel
- 1987 – Allt som jag känner/My Summer with You (con Tone Norum)
- 1988 – Maybe We're About to Fall in Love
- 1988 – Miss My Love
- 1989 – En dag
- 1989 – Time (con Zemya Hamilton)
- 1989 – Oliver & Gänget - Nånting är på gång i New York City
- 1990 – Too Many Expectations
- 1990 – Don't Walk Away
- 1990 – Looking Through the Eyes of a Child
- 1991 – Long Lasting Love
- 1994 – Öppna din dörr
- 1994 – En kvinnas man
- 1994 – Marianne
- 1995 – Dina färger var blå
- 1996 – Om jag är den du vill ha
- 1996 – Du är för mig
- 1996 – Å så nära
- 1999 – Din skugga på mitt täcke
- 1999 – Här är jag nu
- 2001 – När du är här
- 2005 – Allt ditt hjärta är
- 2005 – Vi brann
- 2005 – Amelia
- 2007 – Jag tror på människan
- 2013 – Shoot the Devil
- 2013 – Alla vill vara någonting för någon
- 2015 – Tornado
- 2016 – Håll mitt hjärta hårt (con Patrik Isaksson e Uno Svenningsson)
- 2016 – Samma människa
- 2016 – Så som i himlen
- 2016 – Det sitter i dig
- 2016 – My Love Is Not Blind
- 2016 – Ljudet av tårar
- 2016 – Sommarnatt
- 2016 – I den stora sorgens famn
- 2016 – Ljudlöst och salt
- 2016 – Vem du är
- 2018 – Om du ser mig
- 2019 – Högre

#### Come artista ospite
- 2014 – Breaking the Silence (Terese Fredenwall feat. Tommy Nilsson)
- 2017 – Sea of Heartbreak (Karin Risberg feat. Tommy Nilsson)